# Kanton Épinal-1
Épinal-1 is een kanton van het departement Vogezen in de Franse regio Grand Est. Het kanton maakt deel uit van het arrondissement Épinal.
Bij toepassing van het decreet van 27 februari 2014, werd het kanton op 22 maart 2015 gevormd en de kantons Épinal-Est en -Ouest opgeheven. Naast een deel van de gemeente Épinal zelf werden de gemeenten Arches, Dinozé, Chantraine, Chaumousey, Les Forges, Renauvoid en Sanchey in het nieuwe kanton Épinal-1 opgenomen.

## Gemeenten
Het kanton Épinal-1 omvat de volgende gemeenten:
- Arches
- Chantraine
- Chaumousey
- Dinozé
- Épinal (deels, hoofdplaats)
- Les Forges
- Renauvoid
- Sanchey